# قرغيز الصين

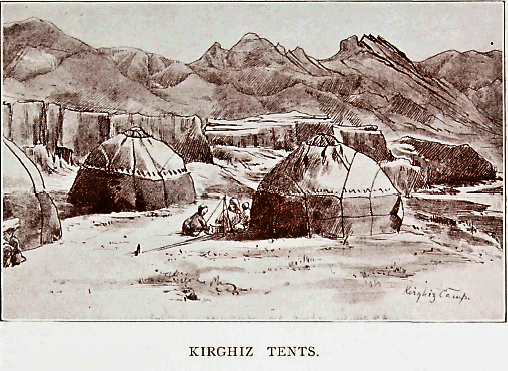
خيام القيرغيز 1914.

قيرغيز الصين مجموعة عرقية تركية وتشكل واحدة من 56 مجموعة عرقية معترف بها رسمياً من قبل جمهورية الصين الشعبية. يوجد 202,500 من القيرغيز في الصين.[بحاجة لمصدر]

## القيرغيز في تشينغ الصينية
طلب قادة قيرغيزستان من مسؤولي تشينغ منحهم الألقاب والأوسمة.
تعرض الوطن القيرغيزي التقليدي بين الإمبراطوريتين الروسية والتشينغية المتزايدة لهجوم تدريجي من القوات العسكرية الخارجية، وتم تقليص حجمه حيث ضم الروس وتشينغ الأراضي. المنطقة المعروفة الآن باسم قيرغيزستان هي جزء من منطقة جغرافية سياسية أكبر بكثير تعرف باسم آسيا الوسطى والتي تحتوي بدورها على مجموعة متنوعة من المجموعات العرقية اللغوية بما في ذلك الأوزبكيين والأويرات والكازاخستانيين والتركمان والطاجيك والمغول والأويغور. في حالة قيرغيزستان، تم تعيين المنطقة التي ستصبح كيانًا سياسيًا جغرافيًا من قبل الصينيين والروس. وفقًا لستيفن بارهام في كتابه «حدود الصين: خط الصدع في آسيا الوسطى»، فإن الحدود التي تحدد نهايات الصين وروسيا «لم ترسم من قبل من وصلوا إلى الانقسام». في حين أنه من المفترض أن قيرغيزستان نشأت على طول نهر ينيسي في العصر الحديث سيبيريا، تعتبر سهول آسيا الوسطى الموطن التقليدي لقيرغيزستان. خلال زحف الإمبراطورية الروسية في آسيا الوسطى، تم إخضاع قيرغيزستان لسلسلة من الفظائع التي تسببت في عبور الحدود إلى أراضي تشينغ. تاريخياً، تحركت قيرغيزستان بحرية بين الحدود المعاصرة آنذاك لروسيا والصين؛ ومع ذلك، بعد دفع تشينغ غربًا تحت إمبراطور تشيان لونغ والقيصري دفع جنوب شرقًا، كانت الأراضي البدوية التقليدية التي كان يسكنها قيرغيزستان مقيدة وابتلعت في نهاية المطاف من قبل السلالات المتعطشة للأرض.
كانت مواقف قيرغيزستان تجاه الروس محايدة في البداية حيث كان تفاعلهم الأول مع الإمبراطورية الروسية في سياق القتال الروسي الكازاخستاني، وتحديداً الهجوم الروسي على خان كوكاند في خمسينات القرن التاسع عشر. قبل التوسع الروسي في أراضي قيرغيزستان التقليدية، بدأ الكازاخيون سلسلة من الغارات على مستوطنات قيرغيزستان في محاولة لزيادة سلطتهم في المنطقة بالإضافة إلى حشد الدعم والشعبية بين السكان المحليين. وهكذا، عند وصول القوزاق (الذين كانوا يقاتلون ضد الكازاخستانيين منذ الثلاثينات من القرن التاسع عشر)، كان القرغيز متحمسين لكسب حليف متفوق عسكريا على الكازاخ.
في القرن التاسع عشر، قاد المستوطنون الروس على أراضي قيرغيز التقليدية الكثير من القيرغيز عبر الحدود إلى الصين، مما تسبب في زيادة عدد سكانهم في الصين. مقارنة بالمناطق التي تسيطر عليها روسيا، تم منح المزيد من الفوائد إلى القيرغيز المسلمين في المناطق الخاضعة للسيطرة الصينية. حارب المستوطنون الروس المسلمين القيرغيز الرُّحَّل، الأمر الذي دفع الروس إلى الاعتقاد بأن القيرغيز سيكونون مسؤولين في أي صراع ضد الصين. كان القيرغيز المسلمون على يقين من أن الصين ستهزم روسيا في حرب مقبلة.
مجموعة غريبة مدرجة أيضًا تحت «الجنسية القيرغيزية» حسب التصنيف الرسمي لجمهورية الصين الشعبية، هي ما يسمى بفويو قيرغيز. إنها مجموعة من عدة مئات من (شعب خاكاس). أشخاص تم نقل أجدادهم من منطقة نهر جونغاريا من قبل خانات زونغار في القرن السابع عشر، يعيشون الآن في قرية ووجيازي في مقاطعة فويو بمقاطعة هيلونغجيانغ. لغتهم مرتبطة لغة الخاكاس.
قطاعات معينة من القيرغيز في الصين من أتباع البوذية التبتية.

## القرغيز في جمهورية الصين الشعبية
هرباً من الروس الذين ذبحوهم في عام 1916، فر القيرغيز في هجرة جماعية إلى الصين.
ثار القرغيز في سنجان في ثورة القرغيز عام 1932، وشاركوا أيضًا في معركة كاشغار (1933) ومعركة كاشغار (1934).

## الحضارة
غالبية القيرغيز في الصين هم من الرعاة ويرعون الأغنام والإبل. لغتهم وثقافتهم تشبه إلى حد كبير الكازاخستانيين في الصين. ويعيش آخرون في المدن والقرى المستقرة. يتضمن الإسلام الذي يمارسه القرغيز في الصين العديد من عناصر الشامانية والممارسات التقليدية.
يشمل اللباس الشائع لرجال قيرغيزستان العباءات الطويلة السوداء أو الزرقاء بلا أكمام مصنوعة من شعر الإبل أو جلد الغنم أو القماش القطني (في الصيف). عادة ما يتم ارتداء هذا الرداء فوق قميص أبيض مطرز وسروال جلدي. يرتدي كلا الجنسين الأحذية الجلدية ولكن أحذية النساء مطرزة أيضًا. عادة ما ترتدي النساء القيرغيزيات سترة أو سترة عريضة بلا ياقة فوق فستان طويل. تشمل إكسسوارات الملابس أحزمة جلدية، يميل القرغيز الرحل إلى تعليق الصوان أو سكين صغير عليه. ترتدي النساء عادة سلاسل فضية في شعرهن. ترتدي النساء أحيانًا الحجاب اللامع فوق القبعة.

## روابط خارجية
- ألبوم صور قيرغيز الصين، 2007 (موقع آسيا الوسطى) من بيتر كوكيسل ، www.central-asia.su